# Église Sainte-Thérèse-de-l'Enfant-Jésus d'El Aouina
L'église Sainte-Thérèse-de-l'Enfant-Jésus d'El Aouina, située dans la ville dans le faubourg d'El Aouina près de Tunis en Tunisie, est une église catholique construite à l'époque du protectorat français. Cédée au gouvernement tunisien en 1964, c'est désormais une salle de sport.

## Historique de l'église

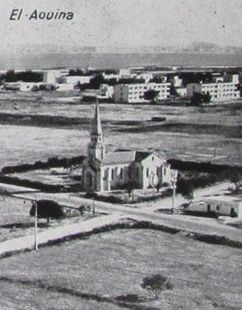
Vue aérienne de l'église vers 1954.

Jusqu'à la construction de l'église, c'est le prêtre de La Soukra qui assure les offices dans des locaux provisoires où les sermons se font en italien, seule langue pratiquée par les fidèles. Le catéchisme ne rassemble que 24 enfants, tous illettrés.
La création de l'aérodrome de Tunis où s'installe l'Armée de l'air française est à l'origine de la décision de construire une église et un presbytère au croisement des routes reliant l'Ariana à La Marsa et l'Ariana à El Aouina.
C'est l'architecte Claude Chandioux qui dessine les plans de l'édifice, comme il l'avait déjà fait pour les églises de Tunis-Bellevue en 1926, Saïda en 1928 et Saint-Germain en 1929. Bien que l'architecture des deux églises de Tunis-Bellevue et Saint-Germain s'inspire de l'Art déco, l'église d'El Aouina est conçue dans le style néo-roman comme celle de Saïda.
La nouvelle église, dédiée à sainte Thérèse de l'Enfant Jésus, est inaugurée le 18 décembre 1932. Si son premier desservant est l'abbé Deschanet, sa vocation de lieu de culte à destination du personnel de l'armée de l'air explique que ce soient des aumôniers militaires qui aient été chargés des offices.
Sa localisation proche de l'aéroport est à l'origine des importants dégâts subis par les bombardements des avions anglais et américains pendant la campagne de Tunisie en 1943. L'église doit être reconstruite en 1944.

## Bâtiment après l'indépendance
L'église est finalement fermée à l'occasion du modus vivendi signé entre le gouvernement tunisien et le Vatican le 10 juillet 1964. Le bâtiment est cédé gratuitement avec l'assurance qu'il ne sera utilisé qu'à des fins d'intérêt public compatibles avec son ancienne destination. Il est alors reconverti en salle de sport.

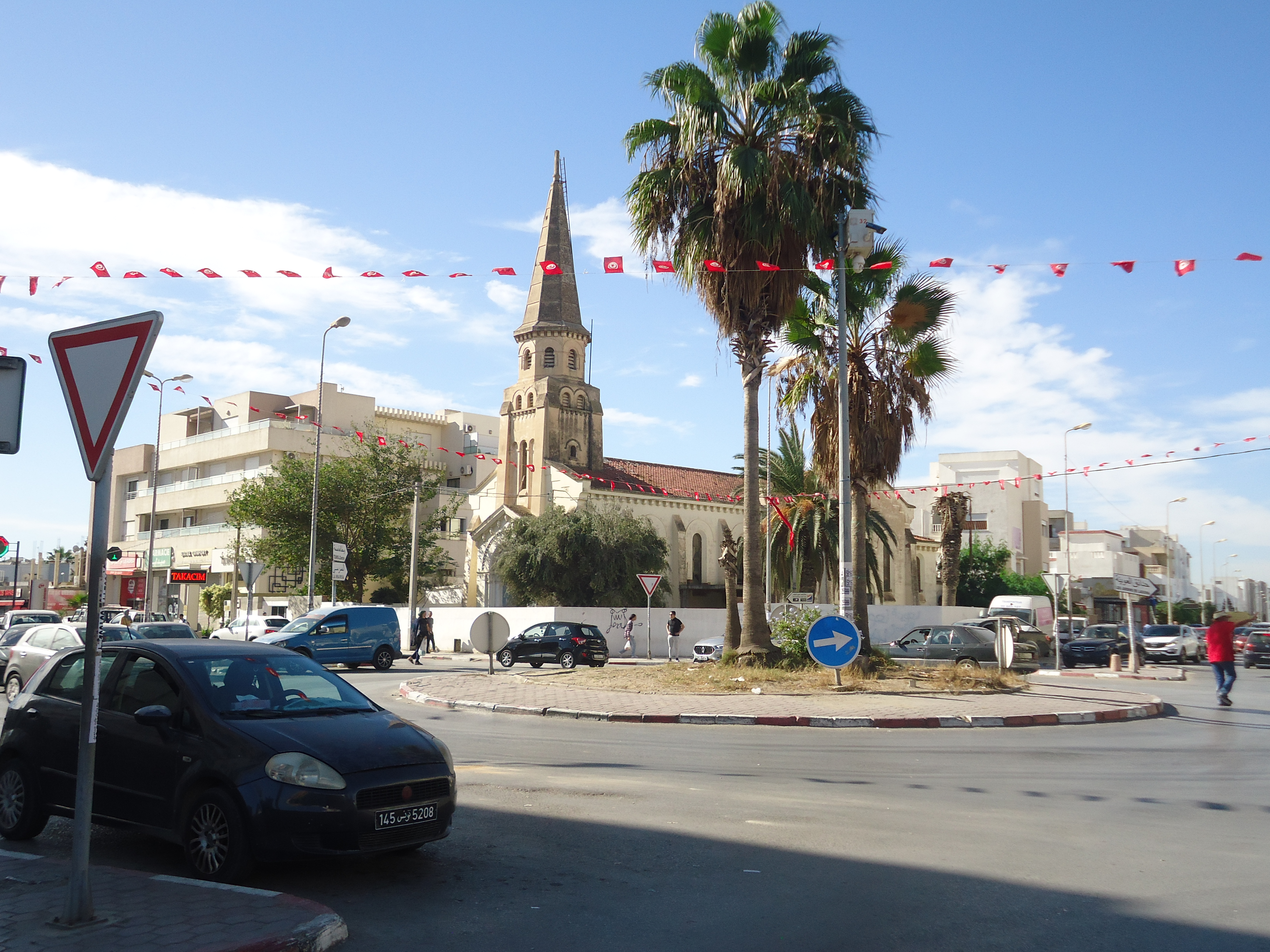
Vue générale de l'église.
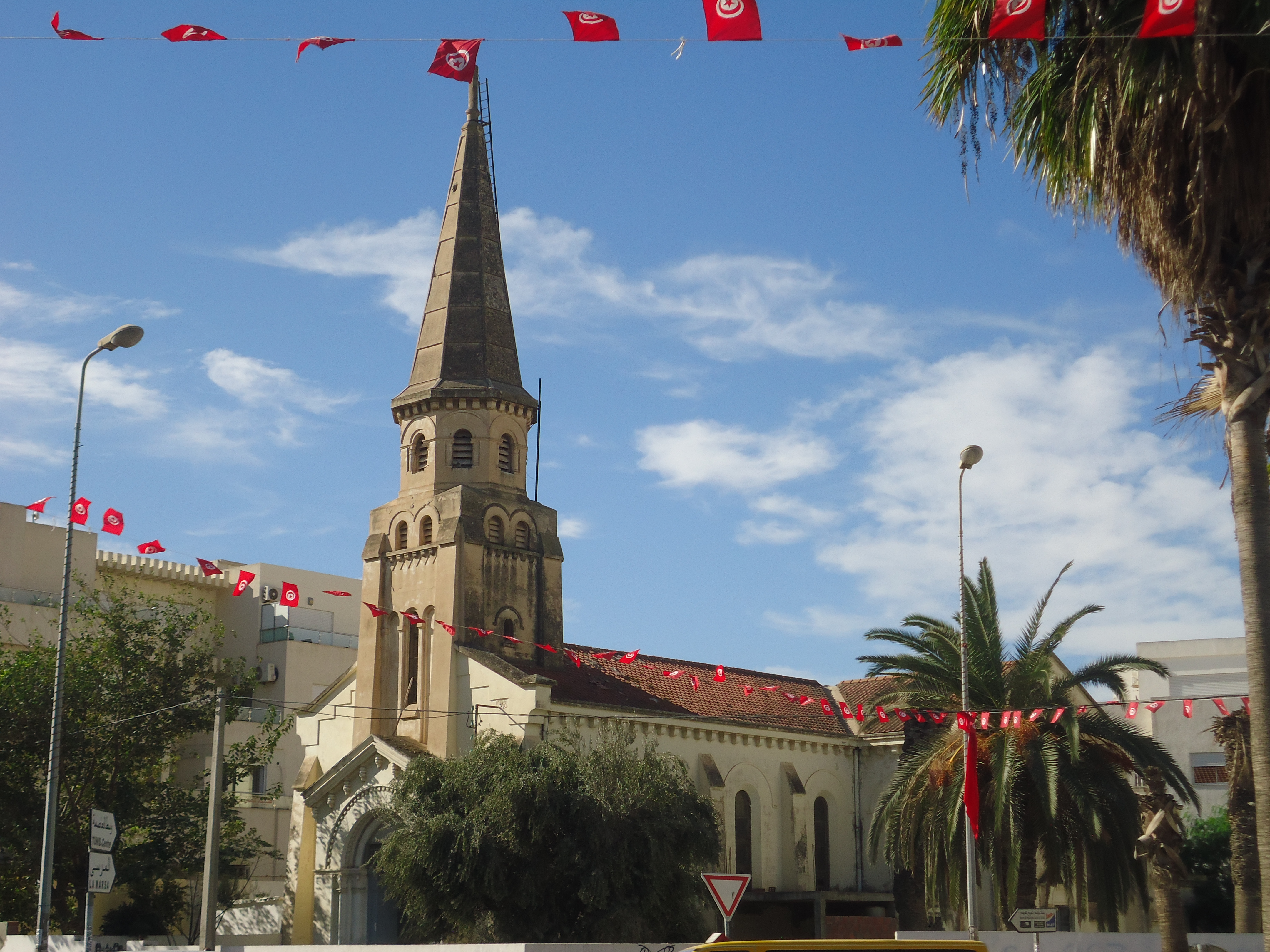
Façades est et nord.
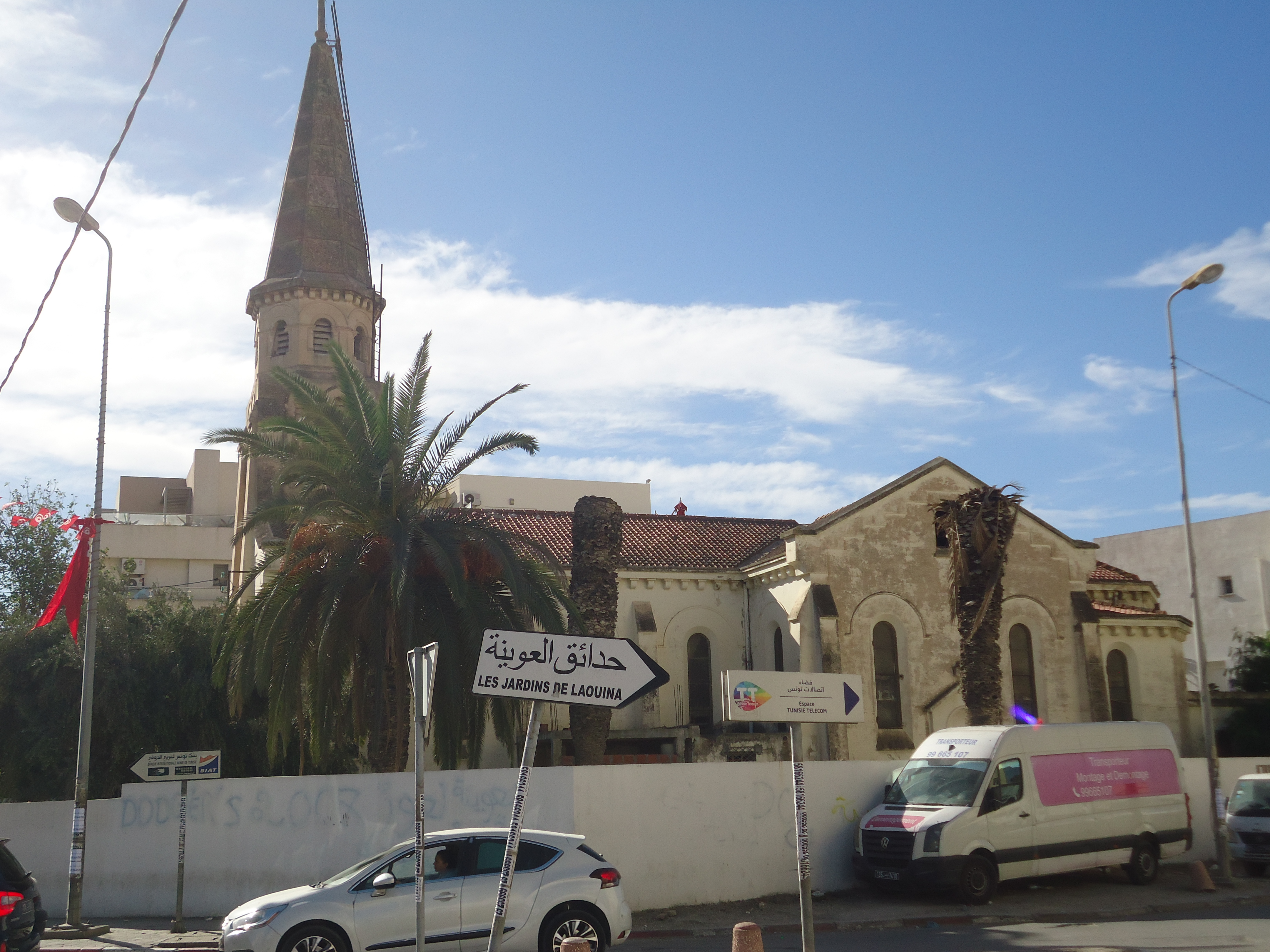
Façade nord.
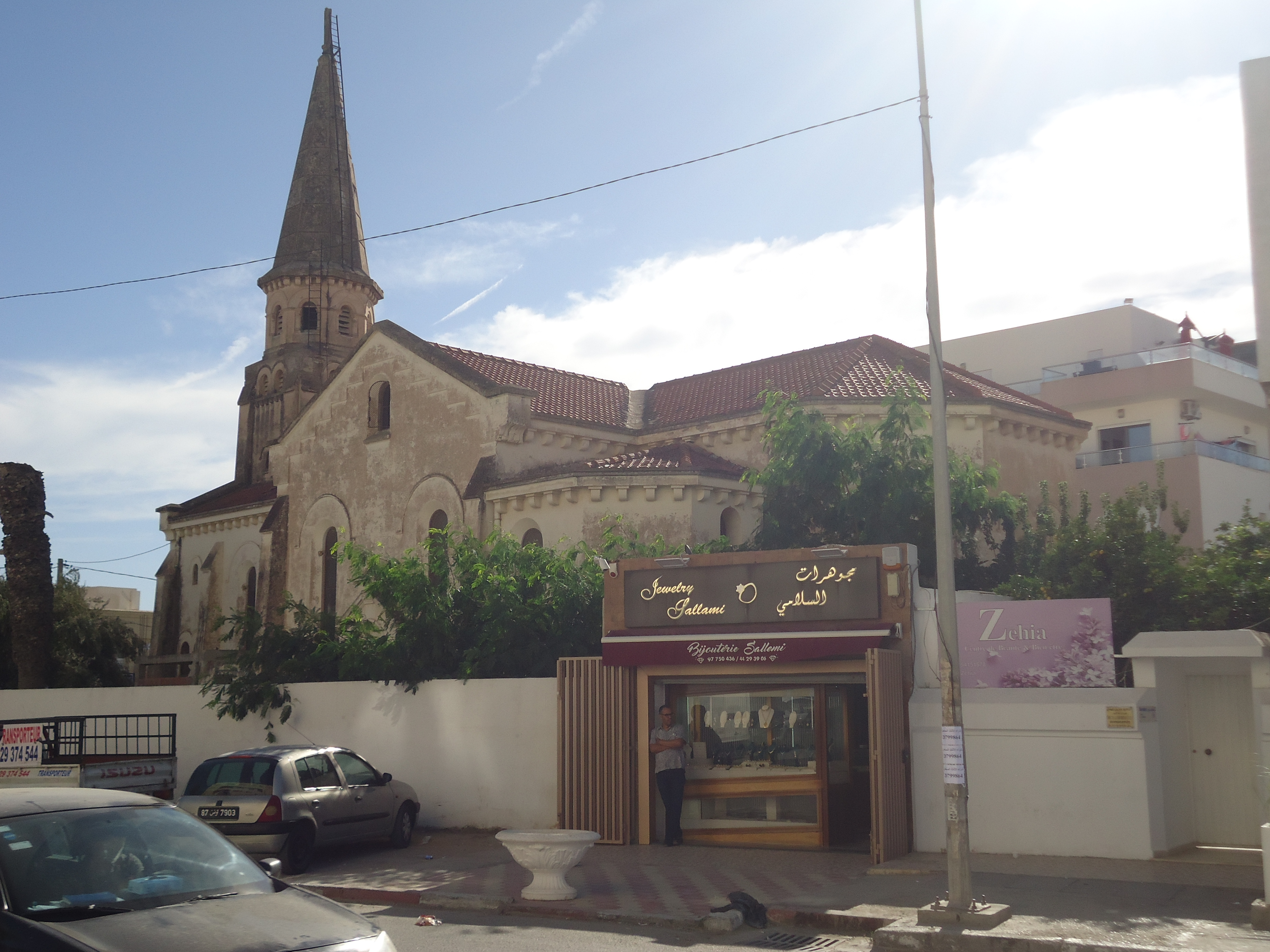
Façades nord et ouest.
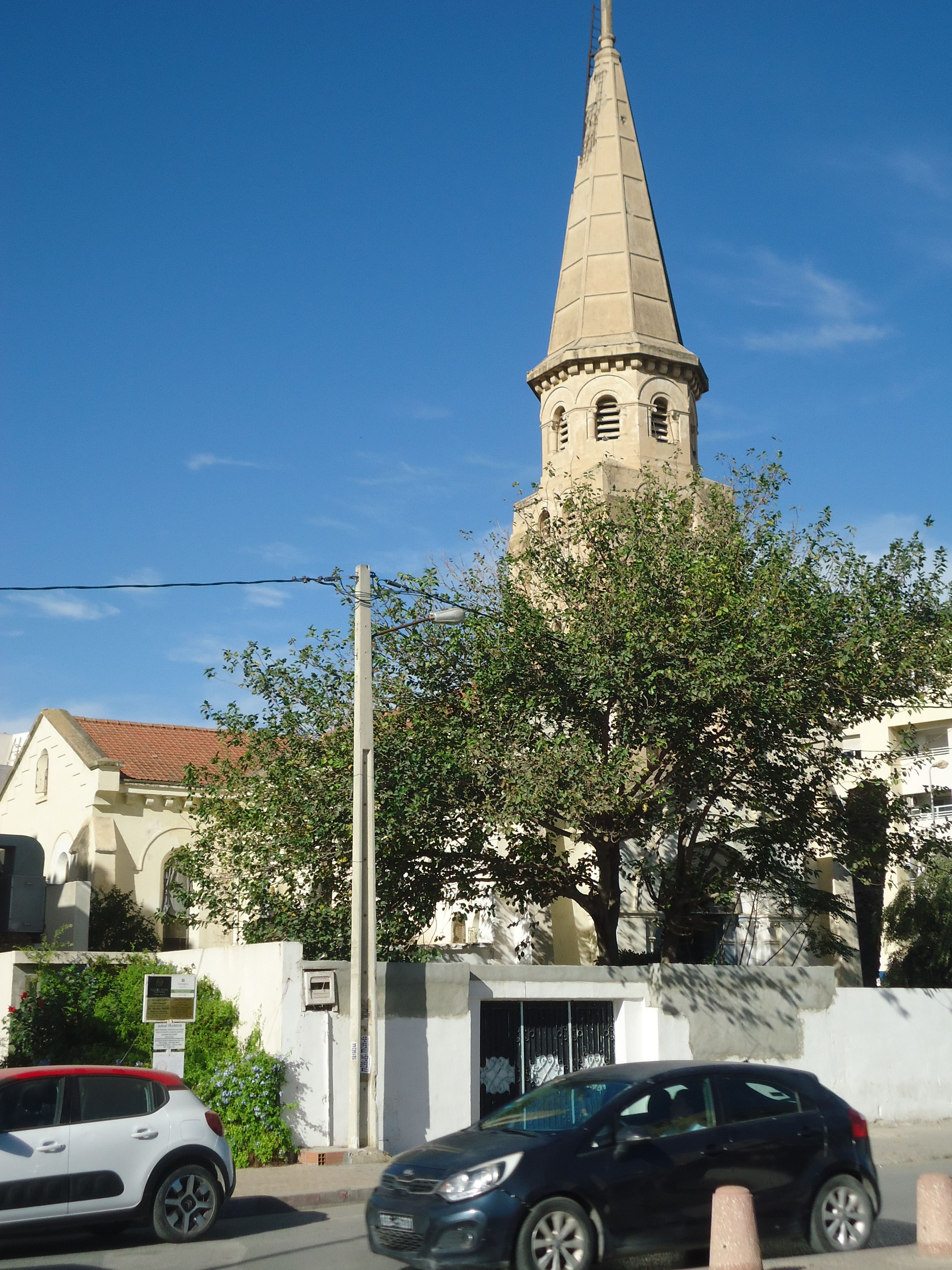
Côté sud.
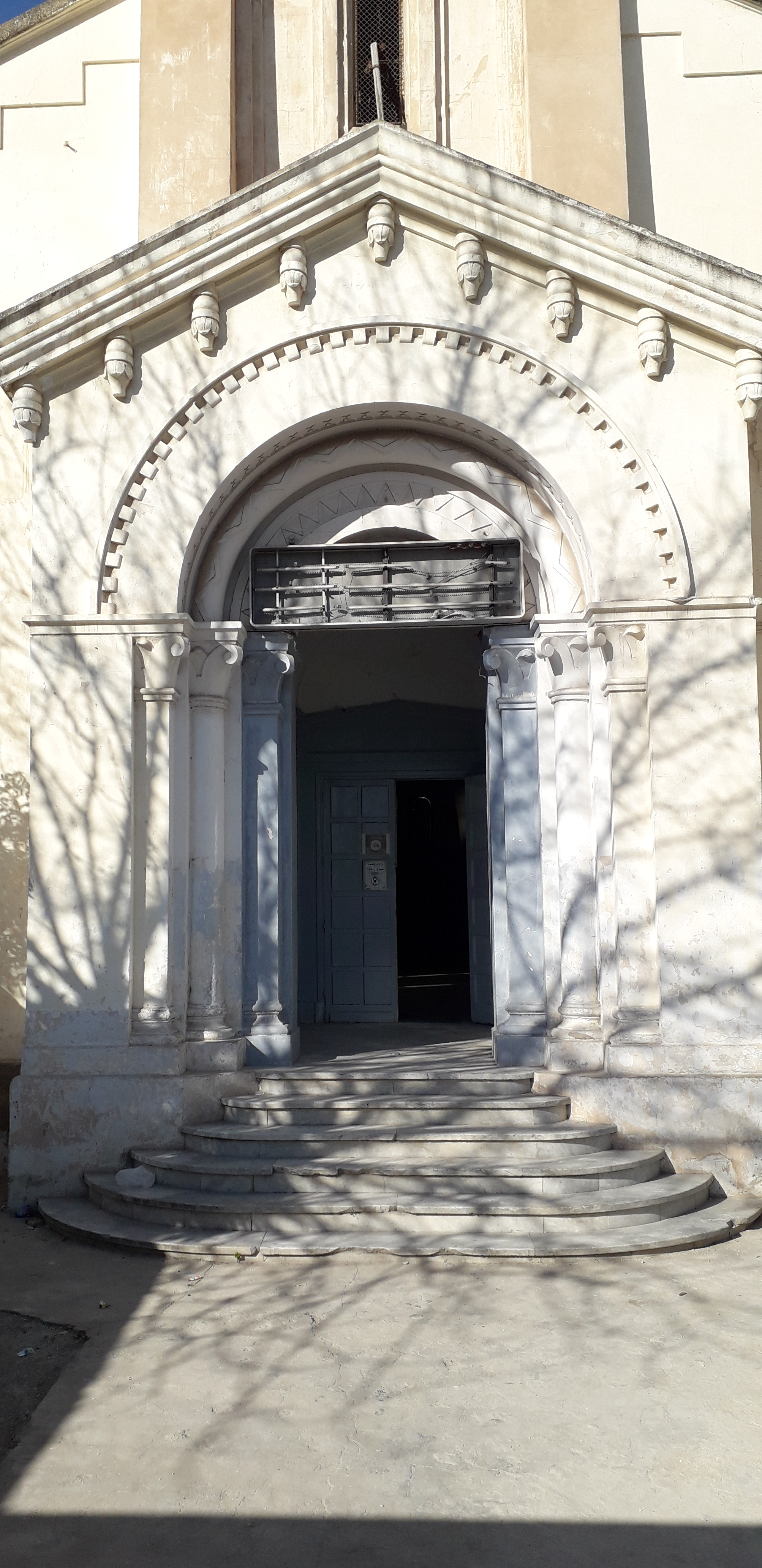
Entrée de l'église.